# 이화산

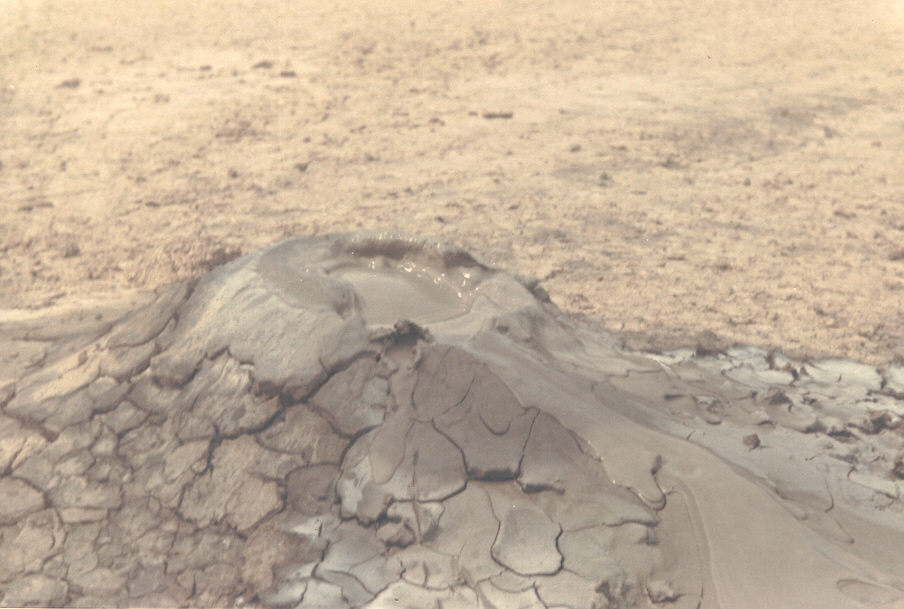
원뿔형 진흙 화산

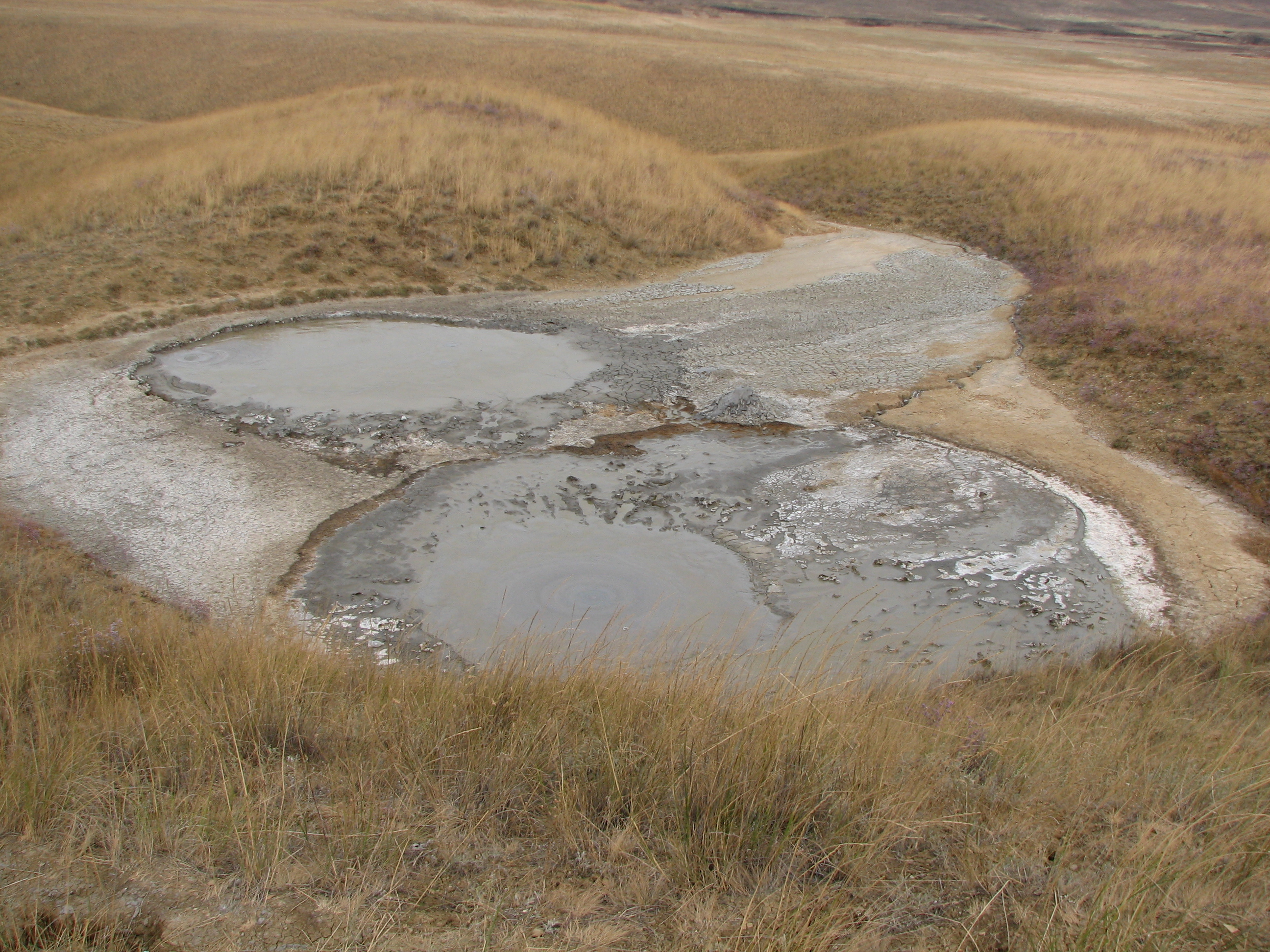
타만 반도에 있는 진흙 화산들

이화산(泥火山, Mud Volcano) 또는 진흙 화산은 가스가 섞인 진흙이 솟아오르면서 만든 언덕이다. 생김새가 실제 화산들과 거의 동일하다. 생성 방법은 대부분 성층 화산식으로 생성이 된다. 또 어떤 것은 순상 화산식으로 형성되어 순상 화산의 모양이 있기도 하다. 모양과 생성방법은 화산과 거의 동일하지만, 화산 활동과는 관계가 없는 게 대부분이다. 그러나 활화산 근처에 있는 이화산들은 화산 활동의 일종인 지열로 인해 진흙이 가열되어 솟아오르며 생성한 것이므로 이런 이화산들은 화산 활동과 관계가 있다. 진흙은 뜨거운 것도 있지만 대부분 미지근하다. 이런 진흙 화산들의 분출 방법은 먼저 스트롬볼리식으로 분출하기도 하고, 또는 진흙이 고여있는 분화구의 중앙이나 가장자리에서 부글부글 끓는 방법이 있다. 세계의 이화산들은 대부분 아시아나 유럽에 분포하고 있다. 그 중 타이완의 이화산 중에서는 높이가 20m가 되는 것도 존재한다. 인도네시아 역시 블레둑 쿠우 진흙 화산이나 루시 진흙 화산이 있다. 그 중 루시는 사람들에 피해를 입히고 마을을 매몰시킨 악명 높은 이화산으로 유명하다.

## 인도네시아 '루시'
루시는 인도네시아 수라바야 근처 시도아르조 지방에 있는 진흙 화산인데, 2006년 원인 모를 뜨거운 진흙 분출을 하여 10개가 넘는 마을이 매몰되고 13명의 사망자, 1만 2천명의 이재민들이 발생하였다. 7년이 지난 지금도 루시는 계속 진흙을 분출하고 있으며 앞으로 약 20년동안은 계속 활동을 할 것이라고 한다. 진흙 분출의 원인은 아직까지 밝혀지지 않고 있는데, 첫 번째 이유는 인도네시아 가스 채굴 회사의 분화구 주변 가스 채굴과 두 번째 이유는 멀리 머라피 산 근처 욕야카르타에서 일어난 강한 지진이라고 한다. 제일 유력한 것은 가스 채굴 회사의 채굴이다. 인도네시아 정부는 채굴회사에 책임을 물어 피해를 모두 보상하라고 하였으나 채굴회사는 자연재해인 지진때문이라면서 반발하였다. 이로 인해 아직까지 원인은 밝혀지지 않고 있다.

## 타이완
타이완에는 가오슝시가 있다. 가오슝 어딘가에는 이화산들이 많은 곳이 있는데, 그곳에는 아직 활동적인 게 많다. 뾰족탑처럼 솟아있는 이화산은 분화가 거의 종료된 상태다. 그 옆에도 몇 개가 있는데, 그것은 직접적인 진흙 분출은 없지만 화구 내의 진흙은 부글부글 끓고 있다. 과거 이곳에는 진흙이 덮여있는 걸로 보아 진흙 분출이 활발했음을 알 수 있다. 그리고 그 근처의 양뉴 연못이라는 진흙 화산도 있는데, 그것은 타이완에서 가장 활동이 활발한 진흙 화산으로 간주된다. 가이드들은 나무 장대에 신문지를 돌돌 말고 불을 붙여 이 진흙 화산 분화구에 가져가다 댄다. 그러면 장대에 말아놓은 신문지에 불이 붙으면서 타게 된다. 그 까닭은 진흙이 머금고 있는 가스 때문이다. 핑둥 근교에도 진흙 화산이 있는데, 이 진흙 화산의 이름은 완단(Wandan)이다. 완단은 1년에 딱 2번 분출하는 보기 드문 진흙 화산이다. 이 진흙 화산이 폭발했을 때 농민들의 밭이 매몰되는 피해를 입었다. 1995년의 분출때에는 밤에 불꽃을 동반해 분출하면서 장관을 보여줬다. 완단 진흙 화산은 완단 향과 신위안 향에 걸쳐있다.

## 미국 솔턴 호
미국 캘리포니아주의 솔턴호 역시 활동이 가장 활발한 진흙 화산들이 있다. 이 진흙 화산들은 분화구에서 그냥 부글부글 끓는 것도 있지만 어떤 것은 진흙이 공중으로 튀어오른다. 이곳은 시간차로 진흙을 분출하지 않고 거의 계속 분출한다. 이곳의 진흙은 매우 뜨거우며 점점 활동이 활발해지고 있다.

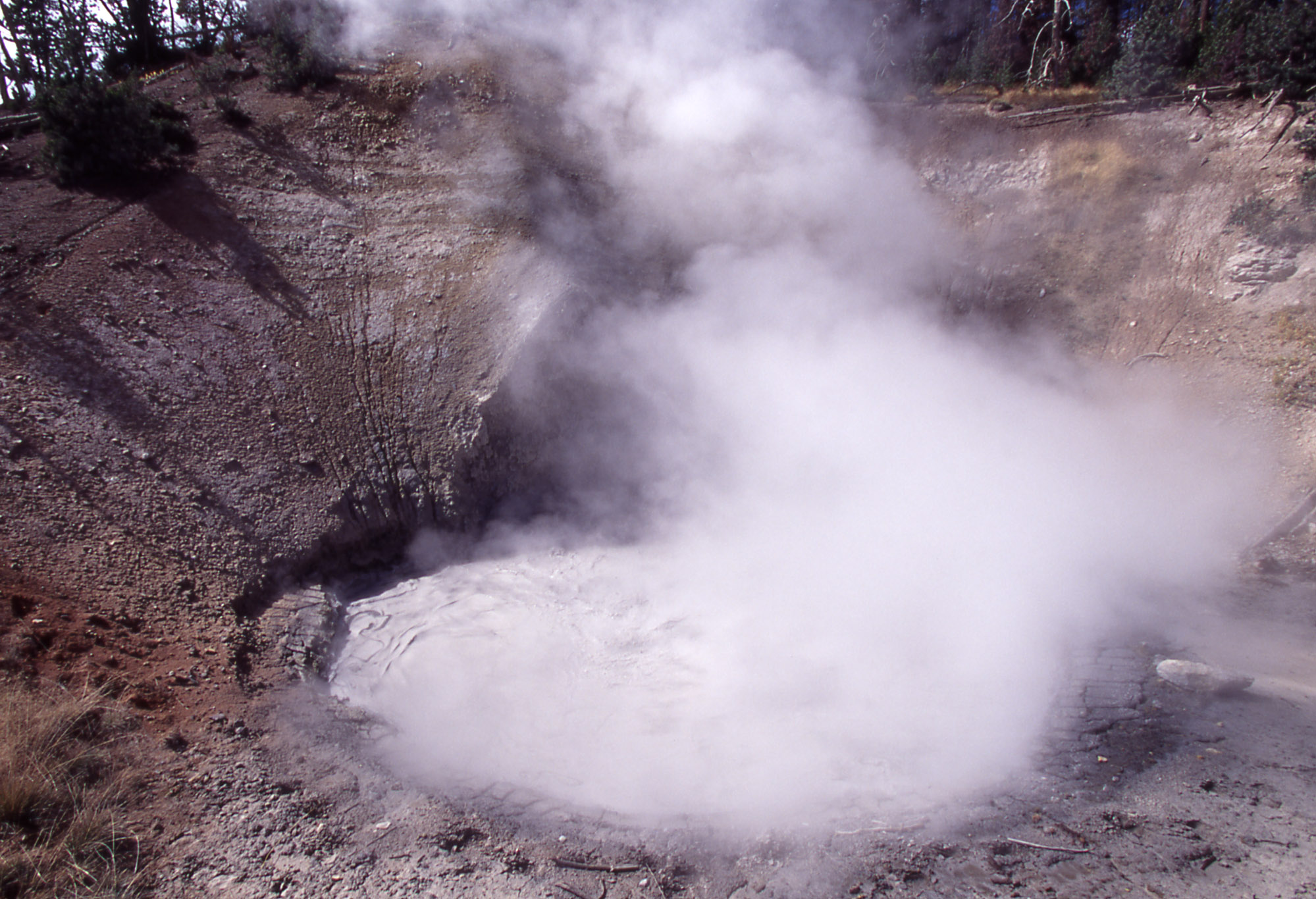
옐로스톤의 진흙 화산

## 옐로스톤 국립공원
미국의 옐로스톤 국립공원에도 여러 진흙 화산들이 분포해 있는데, 그 중 진흙 화산 지역의 이화산은 1870년 대분출을 일으키면서 분화구가 함몰되어 지금의 모습이 되었다. 그 외에도 유황 가마솥(Sulphur Cauldron), 용의 입 온천(Dragon's Mouth Spring) 등 여러 머드팟과 진흙 온천이 분포하고 있다.

## 아제르바이잔
세계 700개의 진흙 화산들 중 대다수가 아제르바이잔에 분포한다. 이곳의 진흙 화산들도 있지만 어떤 것은 해발고도가 높고 불꽃을 내뿜는 것도 있다.

## 파키스탄
세계 최대의 진흙 화산이 파키스탄 발루치스탄의 힝골 국립공원에 위치해 있다. 이곳의 진흙 화산들은 대체로 높이가 높고 넓으며, 주기적으로 소규모의 분출을 반복한다. 파키스탄에서 2005년 강진이 발생한 후 해상에서 진흙 화산섬이 생겨나 화제를 불러오기도 하였다.

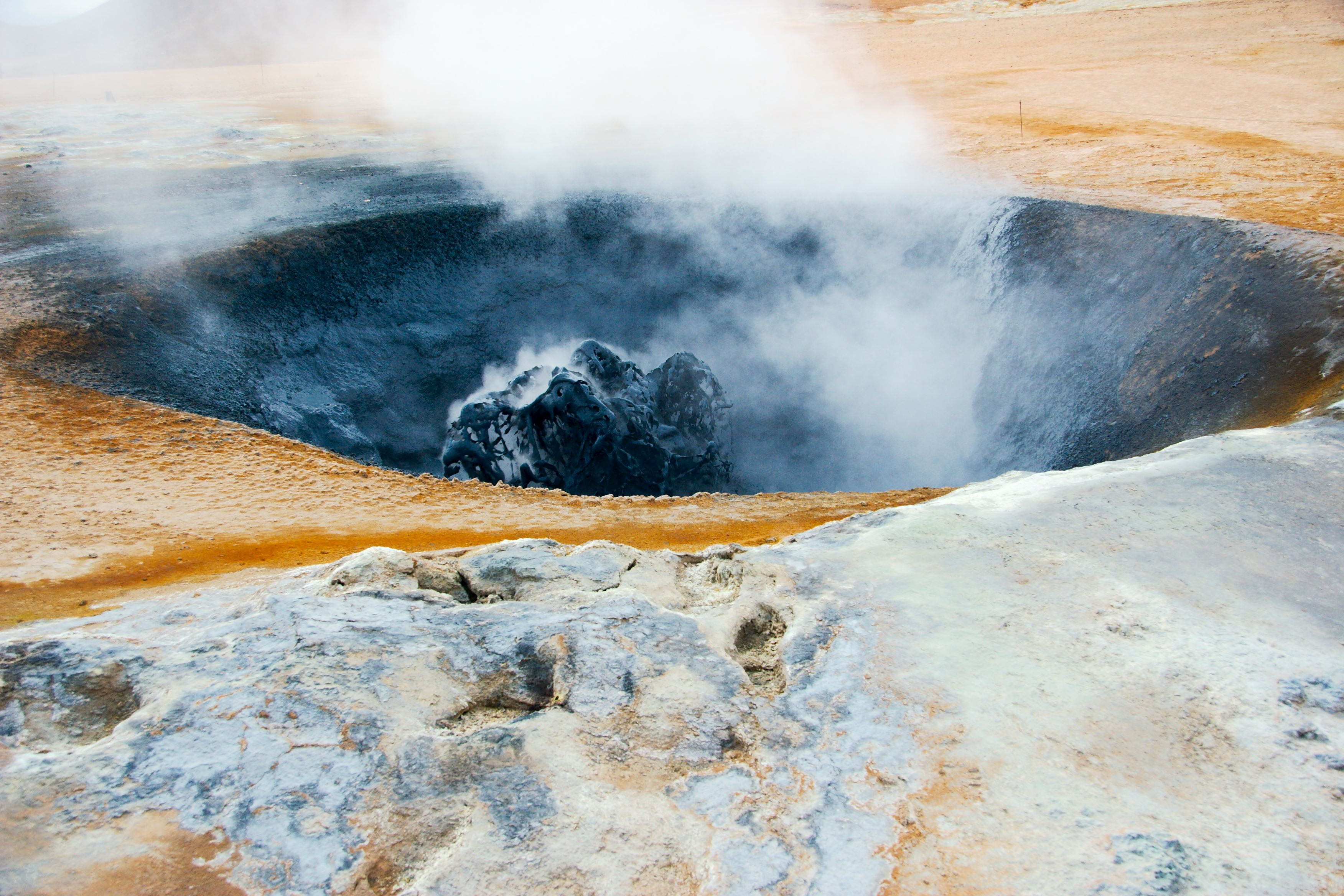
머드팟의 모습. 머드팟은 이화산과 다른 점을 하고 있다.

## 머드팟과의 차이점
머드팟은 화산 지대에서 나타나는 진흙이 고인 웅덩이다. 이곳의 진흙은 끓는 것이 많으며, 때때로 튀기도 한다. 이런 머드팟과 진흙 화산들의 차이점이 있다. 진흙 화산들은 화산의 모양새를 갖추고 진흙도 뜨겁지 않지만 머드팟은 평지에 웅덩이가 있고 그곳에 끓는 진흙이 고여있다. 이것이 머드팟과 진흙 화산의 차이점이다.

## 해저 진흙 화산
유럽의 흑해 바닷속에도 일부 진흙 활화산이 있다. 이 진흙 화산은 메탄가스와 함께 진흙을 내뿜는다. 대한민국 쇄빙선 아라온호가 북극해를 탐사하는 도중 해저 진흙 화산을 발견하였는데, 이로 인해 가스 하이드레이트의 지층이 있다는 것의 연구에 뒷받침이 되었다. 파키스탄에서는 파키스탄 대지진 후에 바닷속에서 진흙 화산이 폭발해 진흙섬이 생겨난 것으로 매우 유명하다.

## 같이 보기
- 열수분출공
- 화산이류
- 해산
- 화산